# Flodstrandpipare
Flodstrandpipare (Thinornis placidus) är en asiatisk fågel i familjen pipare inom ordningen vadarfåglar.

## Utseende och läten
Flodstrandpiparen är en medelstor pipare (19-21 cm) som i mycket liknar en stor mindre strandpipare (T. dubius). Den har dock längre stjärt med tydligare mörkt subterminalt band på stjärten och tydligare vitt vingband. Vidare är örontäckarna aldrig svarta och ringen runt ögat är mindre tydlig. I vinterdräkt har den mer framträdande vit panna och vitt ögonbrynsstreck. Flyktlätet är ett klart "piwee".

## Utbredning
Flodstrandpiparen häckar i östligaste Ryssland, nordöstra och östra Kina, Korea och Japan, men även isolerat i nordöstra Indien (västra Arunachal Pradesh). Den är delvis flyttfågel som övervintrar från östra Nepal och nordöstra Indien till södra Kina, södra Korea och Japan. Tillfälligt har den påträffats i bland annat Bangladesh, Brunei, Hong Kong, Indonesien, Sri Lanka och Taiwan.

### Släktestillhörighet
Flodstrandpipare placeras traditionellt i Charadrius men genetiska studier visar att detta är kraftigt parafyletiskt, där arterna i släktet inte står varandra närmast. Istället är en stor grupp strandpipare, däribland svartbent strandpipare, närmare släkt med vipor i Vanellus och andra udda arter som snednäbb i Nya Zeeland (Anarhynchus frontalis) än med typarten för släktet större strandpipare. BirdLife Sveriges taxonomikommitté flyttade därför 2024 denna grupp till snednäbbens släkte Anarhynchus. Även i begränsad mening är dock Charadrius genetiskt uppdelat i två relativt gamla klader, åtskilda sedan mellan mitten av Miocen och mitten av Oligocen, som dessutom representerar två separata zoogeografiska radiationer. Den ena kladen består av de tre nordamerikanska arterna skrikstrandpipare, flöjtstrandpipare och flikstrandpipare, men även större strandpipare som är typart för släktet Charadrius. Den andra, större kladen förekommer enbart i Gamla världen: de båda afrikanska arterna savannstrandpipare och trebandad strandpipare, flodstrandpipare och förmodade systerarten mindre strandpipare samt tre udda pipare i Australien och Nya Zeeland vilka tidigare urskildes i egna släkten: svarthuvad strandpipare, svartpannad strandpipare och chathampipare. I AviList urskiljs den senare kladen i ett eget släkte, där Thinornis har prioritet. I samband med lanseringen av AviList i juni 2025 anslöt BirdLife Sverige till listans taxonomi.

## Levnadssätt
Flodstrandpiparen häckar i områden med grus, klappersten eller sten vid sjö- och flodkanter upp till 900 meters höjd. Den födosöker vanligtvis ensam, bland annat efter flugor och skalbaggar. Det råder kunskapsbrist om dess häckningsbeteende. I norr har den setts häcka från mitten av mars, med bon funna mellan början av april och början av juli i Japan.

## Status och hot
Arten har ett stort utbredningsområde, men tros minska i antal till följd av habitatförstörelse, dock inte tillräckligt kraftigt för att den ska betraktas som hotad. Internationella naturvårdsunionen IUCN kategoriserar därför arten som livskraftig (LC). Världspopulationen uppskattas till mellan 1.000 och 25.000 individer.